# Trachinotus africanus
 Trachinotus africanus és una espècie de peix de la família dels caràngids i de l'ordre dels perciformes.

## Morfologia
Els mascles poden assolir els 92 cm de longitud total.

## Distribució geogràfica
Es troba des del Golf d'Aden, Oman, Moçambic i Sud-àfrica fins a l'oest d'Indonèsia.